# Àliga de Solsona
L'Àliga és un element del folklore de Solsona i està documentada des de 1675. És una de les poques que a Catalunya conserva la seva funció primordial, és a dir, rendir homenatge a aquelles persones que en considerem mereixedores, com ara altes autoritats que visiten la ciutat o quan algun bisbe pren possessió del bisbat de Solsona. S'ha cregut equivocadament que aquesta figura només és present en les poblacions amb el títol de "ciutat".
Regularment, l'Àliga balla tres cops durant la Festa Major, els dies 8 i 9 de setembre, en els ballets del migdia, i el dia 8 també a la tarda, a la processó que es fa en honor de la Mare de Déu a la plaça Major. La peça actual data de 1956, tot i que és una de les primeres figures que sorgiren a la processó del Claustre. El seu ball és solemne i majestuós i conserva compassos de la música original.
Juntament a la figura de l'Àliga hi ha els dos aligons de Solsona. Les primeres referències dels aligons de Solsona daten del 1694 i les figures que es recuperen foren realitzades el 1956 amb motiu de la Coronació de la Mare de Déu del Claustre. Els aligons, per la manca de paper rellevant, s'han arraconat al llarg del temps, malgrat que es crearen perquè ballessin amb l'Àliga. En les poques ocasions en què han sortit els aligons de Solsona, ha estat per participar en actes excepcionals com els 350 anys de patronatge de Mare de Déu del Claustre, i el 25è i 50è aniversari de la Coronació de la patrona de la ciutat.
Arran però, dels 25 anys del protocol geganter de Solsona, els aligons acompanyaran l'àliga en l'homenatge a la Mare de Déu del Claustre, tot i que no ballaran.

## Galeria

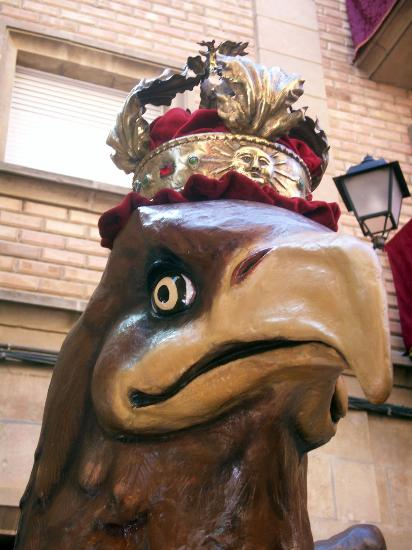
Àliga de Solsona. Festa Major 2009